# تولیدات آمیکوس
تولیدات آمیکوس یا آمیکوس پروداکشنز یک شرکت تولید فیلم بریتانیایی، مستقر در استودیوهای شپرتون، انگلیس، که بین سالهای ۱۹۶۲ و ۱۹۷۷ فعال بود. این توسط تهیه‌کنندگان و فیلمنامه‌نویسان آمریکایی میلتون سوباتسکی و مکس رزنبرگ تأسیس شد.

## فیلم‌های آمیکوس
- این معامله است، بابا! (۱۹۶۲)
- فقط برای خنده (۱۹۶۳)
- خانه وحشت دکتر ترور (۱۹۶۵)
- دکتر هو و دالکس (۱۹۶۵)
- جمجمه (۱۹۶۵)
- زمین هجوم دالاک سال ۲۱۵۰ (۱۹۶۶)
- بیمارروانی (۱۹۶۶)
- زنبورهای کشنده (۱۹۶۶)
- باغ شکنجه (۱۹۶۷)
- مسیر خطر (۱۹۶۷)
- آنها از آن سوی فضا آمدند (۱۹۶۷)
- ترونوتس (۱۹۶۷)
- یک لمس عشقی (۱۹۶۹)
- ذهن آقای سومز (۱۹۶۹)
- خانه‌ای که خون می‌چکید (۱۹۷۰)
- جیغ و دوباره جیغ (۱۹۷۰)
- من، هیولا (۱۹۷۱)
- جک و جیل چه شدند؟ (۱۹۷۲)
- 'پناهندگی' (۱۹۷۲)
- قصه‌هایی از دخمه (۱۹۷۲)
- سردابه وحشت (۱۹۷۳)
- شب زفاف کاترین (۱۹۷۳)
- از آن سوی قبر (۱۹۷۴)
- تیمارستان (۱۹۷۴)
- آن جانور باید بمیرد (۱۹۷۴)
- سرزمینی که زمان فراموش کرد (۱۹۷۵)
- در هسته زمین (۱۹۷۶)
- مردمی که زمان فراموش کرد  (۱۹۷۷)

## یادداشت
- Pirie, David (2008). A New Heritage of Horror: The English Gothic Cinema. London: I. B. Tauris.

## بیشتر خواندن
- Allan Bryce (ed.). Amicus: the Studio that Dripped Blood. Liskeard: Stray Cat, 2000 شابک ‎۰۹۵۳۳۲۶۱۳۶ 163p.